# Octeto (computação)
O octeto é uma unidade de informação digital em computação e telecomunicações que consiste em oito bits. O termo é frequentemente usado quando o termo byte pode ser ambíguo, já que o byte tem sido usado historicamente para unidades de armazenamento de vários tamanhos.
O termo octade para oito bits não é mais comum.

## Definição
O padrão internacional IEC 60027-2, no capítulo 3.8.2, afirma que um byte é um octeto de bits. No entanto, a unidade byte tem sido historicamente dependente de plataforma e representou vários tamanhos de armazenamento na história da computação. Devido à influência de várias arquiteturas de computador e linhas de produtos principais, o byte tornou-se predominantemente associado à oito bits. Este significado de byte é codificado em padrões como ISO/IEC 80000-13. Enquanto byte e octeto são frequentemente usados como sinônimos, aqueles que trabalham com certos sistemas legados são cuidadosos para evitar ambiguidades.
Os octetos podem ser representados usando sistemas numéricos de bases variadas, como hexadecimal, decimal ou octal. O valor binário de todos os oito bits definidos (ou ativados) é 111111112, igual ao valor hexadecimal FF16, o valor decimal 255 e o valor octal 3778. Um octeto pode ser usado para representar valores decimais variando de 0 à 255.
O termo octeto (símbolo: o) é frequentemente usado quando o uso de byte pode ser ambíguo. Ele é frequentemente usado nas publicações RFCs da força-tarefa de engenharia da Internet (IETF) para descrever os tamanhos de armazenamento dos parâmetros do protocolo de rede. O exemplo mais antigo é a RFC 635 de 1974. Em 2000, Bob Bemer afirmou ter proposto anteriormente o uso do termo octeto para "bytes de oito bits" quando dirigiu as operações de software para Cie. Bull na França de 1965 à 1966.
Na França, no Canadá francês e na Romênia, octeto é usado na linguagem comum em vez de byte quando o sentido de oito bits é necessário (por exemplo, um megabyte (MB) é denominado megaocteto (Mo)).
Uma sequência de octetos de comprimento variável, como em ASN.1, é chamada de string de octetos.

### Octade
Historicamente, na Europa ocidental, o termo octade foi usado para denotar especificamente oito bits, um uso que não é mais comum. Os primeiros exemplos de uso existem em fontes britânicas, holandesas e alemãs das décadas de 60 e 70 (de 1900) e em toda a documentação de computadores mainframe Philips. Termos semelhantes são tríade (para um agrupamento de três bits) e decade (para dez bits).

## Múltiplos de unidades
Os múltiplos de unidade do octeto podem ser formados com prefixos métricos e prefixos binários (prefixos elevados ao quadrado), conforme padronizado pela comissão internacional de eletrotécnica em 1998.
| Prefixos métricos  | Prefixos métricos | Prefixos métricos |                                             |
| ------------------ | ----------------- | ----------------- | ------------------------------------------- |
| 1 kiloocteto (ko)  | = 103 octetos     | = 103 octetos     | = 1.000 octetos                             |
| 1 megaocteto (Mo)  | = 106 octetos     | = 1.000 kos       | = 1.000.000 octetos                         |
| 1 gigaocteto (Go)  | = 109 octetos     | = 1.000 Mos       | = 1.000.000.000 octetos                     |
| 1 teraocteto (To)  | = 1012 octetos    | = 1.000 Gos       | = 1.000.000.000.000 octetos                 |
| 1 petaocteto (Po)  | = 1015 octetos    | = 1.000 Tos       | = 1.000.000.000.000.000 octetos             |
| 1 exaocteto (Eo)   | = 1018 octetos    | = 1.000 Pos       | = 1.000.000.000.000.000.000 octetos         |
| 1 zettaocteto (Zo) | = 1021 octetos    | = 1.000 Eos       | = 1.000.000.000.000.000.000.000 octetos     |
| 1 yottaocteto (Yo) | = 1024 octetos    | = 1.000 Zos       | = 1.000.000.000.000.000.000.000.000 octetos |

| Prefixos binários                                      | Prefixos binários | Prefixos binários |                                             |
| ------------------------------------------------------ | ----------------- | ----------------- | ------------------------------------------- |
| 1 kibiocteto (Kio, também escrito Ko, diferente de ko) | = 210 octetos     | = 210 octetos     | = 1.024 octetos                             |
| 1 mebiocteto (Mio)                                     | = 220 octetos     | = 1.024 Kios      | = 1.048.576 octetos                         |
| 1 gibiocteto (Gio)                                     | = 230 octetos     | = 1.024 Mios      | = 1.073.741.824 octetos                     |
| 1 tebiocteto (Tio)                                     | = 240 octetos     | = 1.024 Gios      | = 1.099.511.627.776 octetos                 |
| 1 pebiocteto (Pio)                                     | = 250 octetos     | = 1.024 Tios      | = 1.125.899.906.842.624 octetos             |
| 1 exbiocteto (Eio)                                     | = 260 octetos     | = 1.024 Pios      | = 1.152.921.504.606.846.976 octetos         |
| 1 zebiocteto (Zio)                                     | = 270 octetos     | = 1.024 Eios      | = 1.180.591.620.717.411.303.424 octetos     |
| 1 yobiocteto (Yio)                                     | = 280 octetos     | = 1.024 Zios      | = 1.208.925.819.614.629.174.706.176 octetos |

## Uso em endereços de protocolo deInternet
O octeto é usado para representar endereços de rede de computadores que utilizam o protocolo de Internet.
Um endereço IPv4 consiste em quatro octetos, geralmente mostrados individualmente como uma série de valores decimais variando de 0 à 255, cada um separado por um ponto final. Usando octetos com todos os oito bits definidos, a representação do endereço IPv4 numerado mais alto é 255.255.255.255.
Um endereço IPv6 consiste em dezesseis octetos, mostrados usando representação hexadecimal (dois dígitos por octeto) e usando um caractere de dois pontos (:) após cada par de octetos (16 bits também conhecido como hexteto) para facilitar a leitura, como este fe80:0000:0000:0000:0123:4567:89ab:cdef16.